# KEYBOARDMANIA Yamaha Edition
KEYBOARDMANIA Yamaha Edition es un videojuego musical derivado de la serie KEYBOARDMANIA para ordenador, y la última entrega de la franquicia. Fue lanzado en julio de 2003 para Windows a modo de instalador en un disco compacto. Se llama "Yamaha version" porque Konami trabajó con la misma empresa para desarrollar el videojuego. Tiene un total de 20 canciones, todas provenientes de KEYBOARDMANIA, KEYBOARDMANIA 2ndMIX y KEYBOARDMANIA 3rdMIX. También se lanzó un DLC, el cual eran un paquete de música clásica, las cuales se podían agregar al videojuego por medio de un programa que venía con disco de instalación. Fueron un total de 12 canciones, y con las demás canciones, son un total de 32.

## Controlador del videojuego
El periférico para utilizar es un teclado electrónico modelo PORTATONE EZ-250i creado por Yamaha. Es la única entrada accesible al videojuego, el cual se debe conectar al CPU, mediante un cable USB o también con un cable MIDI USB si alguno de ellos no tienen puertos USB. Se debe conectar el teclado antes de iniciar el juego.

## Modos de juego
- Real: Es el modo por defecto. El jugador interactúa con diversas canciones que son de varios niveles.
- Session: Es el modo versus, en donde ambos jugadores compiten entre ellos usando el teclado.
- Pressure: El jugador completa canciones con el fin de conseguir un puesto en el Ranking. Al terminar una ronda, al jugador se le mostrará un código el cual se podía ingresar en la página oficial del juego.

## Lista de canciones
- KM 1stMIX
  - Fairy Tale
  - Henry Henry
  - Morning Music
  - MR.C.C

- KM 2ndMIX
  - Beyond the Ocean
  - Castlevania Medley
  - Memories
  - Ride on the Light
  - STEAM AND DREAM

- KM 3rdMIX
  - Carezza
  - Citta' del sole
  - EE-AL-K
  - For Elise
  - Labyrinth
  - Limitation
  - SENSATION -from SALAMANDER2
  - Smoky Town
  - Sonata for Q
  - To the 44883
  - Wind of Green

### Canciones DLC
- Clásicos populares 1
  - Alle Vögel sind schon da
  - Deck The Halls
  - Hänschen klein
  - O Sole Mio

- Clásicos populares 2
  - Fuchs, du hast die Gans gestohlen
  - Rhapsody In Blue
  - Romance
  - When The Saints Go Marchin' In

- Clásicos populares 3
  - Habanera "Carmen"
  - Humoresque
  - Spring Song
  - Voi che sapete che cosa è amor